# Samoa en la Copa Mundial de Rugby de 2023
La Selección de rugby de Samoa fue uno de los 20 participantes de la Copa Mundial de Rugby de 2023 que se realizó en Francia.
Fue la novena participación de los Manu Samoa en la Copa Mundial de Rugby.

## Plantel
El 28 de agosto de 2023, Seilala Mapusua anunció los 33 jugadores para el equipo de la Copa Mundial de Rugby de 2023.
| Nombre                  | Posición       | Fecha de nacimiento      | Encuentros | Club                  |
| ----------------------- | -------------- | ------------------------ | ---------- | --------------------- |
| Seilala Lam             | hooker         | 18 de febrero de 1989    | 23         | Perpignan             |
| Sama Malolo             | hooker         | 19 de febrero de 1998    | 3          | San Diego Legion      |
| Luteru Tolai            | hooker         | 1 de junio de 1998       | 3          | Moana Pasifika        |
| Michael Ala'alatoa (c.) | pilar          | 28 de agosto de 1991     | 13         | Leinster Rugby        |
| Paul Alo-Emile          | pilar          | 22 de diciembre de 1991  | 21         | Stade Français        |
| Charlie Faumuina        | pilar          | 24 de diciembre de 1986  | 3          | Stade Toulousain      |
| James Lay               | pilar          | 16 de diciembre de 1993  | 12         | Blues                 |
| Jordan Lay              | pilar          | 5 de noviembre de 1992   | 26         | Blues                 |
| Brian Alainu'uese       | segunda línea  | 19 de marzo de 1994      | 5          | Rugby Club Toulonnais |
| Theo McFarland          | segunda línea  | 16 de octubre de 1995    | 7          | Saracens              |
| Sam Slade               | segunda línea  | 28 de agosto de 1997     | 4          | Moana Pasifika        |
| Chris Vui (c.)          | segunda línea  | 11 de febrero de 1993    | 25         | Bristol Bears         |
| So'otala Fa'aso'o       | ala            | 2 de octubre de 1994     | 1          | Perpignan             |
| Miracle Faiʻilagi       | ala            | 31 de agosto de 1999     | 3          | Moana Pasifika        |
| Fritz Lee               | ala            | 29 de agosto de 1988     | 7          | ASM Clermont Auvergne |
| Steve Luatua            | ala            | 29 de abril de 1991      | 24         | Bristol Bears         |
| Alamanda Motuga         | ala            | 11 de septiembre de 1995 | 5          | Moana Pasifika        |
| Taleni Seu              | ala            | 26 de diciembre de 1993  | 6          | Toyota Shuttles       |
| Jordan Taufua           | ala            | 29 de enero de 1992      | 6          | Lyon Olympique        |
| Ere Enari               | medio scrum    | 30 de mayo de 1997       | 7          | Moana Pasifika        |
| Melani Matavao          | medio scrum    | 19 de noviembre de 1995  | 13         | Lakapi Samoa          |
| Jonathan Taumateine     | medio scrum    | 28 de septiembre de 1998 | 11         | Moana Pasifika        |
| Christian Leali'ifano   | medio apertura | 24 de septiembre de 1987 | 3          | Moana Pasifika        |
| Lima Sopoaga            | medio apertura | 3 de febrero de 1991     | 1          | Shimizu Blue Sharks   |
| D'Angelo Leuila         | centro         | 18 de enero de 1997      | 18         | Moana Pasifika        |
| Tumua Manu              | centro         | 18 de abril de 1993      | 7          | Section Paloise       |
| Duncan Paia'aua         | centro         | 20 de enero de 1995      | 6          | Rugby Club Toulonnais |
| UJ Seuteni              | centro         | 9 de diciembre de 1993   | 12         | Stade Rochelais       |
| Nigel Ah Wong           | wing           | 30 de mayo de 1990       | 8          | Lakapi Samoa          |
| Ed Fidow                | Wing           | 11 de septiembre de 1993 | 19         | Rugby New York        |
| Neria Fomai             | wing           | 3 de febrero de 1992     | 8          | Moana Pasifika        |
| Ben Lam                 | wing           | 9 de junio de 1991       | 0          | Montpellier           |
| Danny Toala             | zaguero        | 26 de mayo de 1999       | 8          | Moana Pasifika        |

## Partidos de preparación
- Samoa participó en la Pacific Nations Cup 2023 como preparación al torneo.

| 18 de agosto de 2023 | Samoa | 28 - 14 | Barbarians FC |  |  |

| 26 de agosto de 2023 | Irlanda | 17 - 13 | Samoa |  |  |

## Participación

### Grupo D
| Posición | Selección  | Partidos | Partidos | Partidos  | Partidos | Tries a favor | Tantos  | Tantos    | Tantos     | Puntos extra | Puntos |
| Posición | Selección  | jugados  | ganados  | empatados | perdidos | Tries a favor | a favor | en contra | diferencia | Puntos extra | Puntos |
| -------- | ---------- | -------- | -------- | --------- | -------- | ------------- | ------- | --------- | ---------- | ------------ | ------ |
| 1.       | Inglaterra | 4        | 4        | 0         | 0        | 17            | 150     | 39        | +111       | 2            | 18     |
| 2.       | Argentina  | 4        | 3        | 0         | 1        | 15            | 127     | 69        | +58        | 2            | 14     |
| 3.       | Japón      | 4        | 2        | 0         | 2        | 12            | 109     | 107       | +2         | 1            | 9      |
| 4.       | Samoa      | 4        | 1        | 0         | 3        | 11            | 92      | 75        | +18        | 3            | 7      |
| 5.       | Chile      | 4        | 0        | 0         | 4        | 4             | 27      | 215       | -188       | 0            | 0      |

#### Partidos
| 16 de septiembre de 2023 | Samoa | 43 – 10 | Chile | Estadio Matmut Atlantique, Bordeaux |  |

| 22 de septiembre de 2023 | Argentina | 19 – 10 | Samoa | Estadio Geoffroy-Guichard, Saint-Étienne |  |

| 28 de septiembre de 2023 | Japón | 28 – 22 | Samoa | Stadium de Toulouse, Toulouse |  |

| 7 de octubre de 2023 | Inglaterra | 18 – 17 | Samoa | Estadio Pierre-Mauroy, Lille |  |